# Jean-Élie Bédéno Dejaure
Jean-Élie Bédéno Dejaure est un auteur dramatique français né Jean-Élie Bedenc à La Rochelle le 26 août 1761 et mort à Verneuil-sur-Seine le 1er octobre 1799.
Son fils, Jean-Claude Bédéno Dejaure, dit Dejaure fils fut également auteur dramatique.

## Biographie
Dejaure avait ajouté, lorsqu’il présenta ses premières pièces aux comédiens italiens, pour obtenir qu’ils le traitent avec quelques égards, le titre de baron à son nom, quoiqu’il ne fût que le fils d’un marchand. Mais après ses premiers succès, il renonça à ce titre, dont il n’avait plus besoin. Il a donné, de 1789 à 1795, tant à la Comédie-Italienne qu’au Théâtre-Français, dix-huit pièces, comédies, opéras et opéras-comiques (dont plusieurs avec Rodolphe Kreutzer), de peu d’invention mais offrant de l’intérêt, des effets dramatiques et un but moral, qui ont eu du succès pour la plupart.

## Principales œuvres
- Les Époux réunis, comédie en un acte, en vers (1789) ;
- Ferdinand ou la Suite des Deux Pages, opéra-comique en un acte (1790) ;
- Lodoïska ou les Tartares, opéra-comique en trois actes, musique de  Rodolphe Kreutzer (1791) ;
- Louise de Valsan, comédie en trois actes (1791) ;
- L’Incertitude maternelle ou la Chose impossible, comédie en un acte et en vers (1791) ;
- Le Franc-Breton ou le Négociant de Nantes, comédie en un acte et en vers (1791), transformée par la suite en opéra-comique sur une musique de  Kreutzer ;
- Imogène ou la Gageure indiscrète, opéra-comique en trois actes et en vers imité de Cymbeline de Shakespeare (1796) ;
- La Dot de Suzette, opéra-comique en un acte, mêlée d’ariettes, musique de François-Adrien Boïeldieu (1798)
- Les Quiproquos espagnols, opéra en deux actes avec ariettes, musique de Devienne, 1798) ;
- Montano et Stéphanie, opéra-comique en trois actes, musique de Henri Montan Berton[3] (1799) ;
- Astyanax, opéra-comique en trois actes, musique de Kreutzer ( 1801).

## Source
- Ferdinand Hoefer, Nouvelle Biographie générale, t.XIII, Paris, Firmin-Didot, 1866, p. 375-6.